# Stolen Babies
Stolen Babies – amerykańska grupa muzyczna utworzona w 2002 w Kalifornii. Ewoluowała ze szkolnej trupy teatralnej Fratellis, pierwsze demo wydała przez własną wytwórnię płytową (No Comment Records) w 2002. Znani są z teatralnego charakteru wystąpień - tworzą specyficzny Gorey'owski klimat, nierzadko wykorzystując rekwizyty przygotowane własnoręcznie przez członków zespołu.

## Skład zespołu

### Obecni członkowie
- Dominique Lenore Persi - śpiew, akordeon
- Rani Sharone - gitara basowa
- Ben Rico - instrumenty klawiszowe
- Gil Sharone - perkusja

### Byli członkowie
- Davin Givhan - gitara elektryczna

## Dyskografia
- 2002 – Stolen Babies (EP)
- 2006 – There Be Squabbles Ahead (LP)
- 2012 – Naught